# Var (fiume)
Il Var (toponimo francese e occitano; in italiano, desueto, Varo, dal latino Varus) già citato nel De bello civili di Cesare, è un fiume francese, lungo 120 km, che sfocia a ovest di Nizza.
Nasce presso Estenc, villaggio del comune d'Entraunes, situato a 1790 m a sud del colle della Cayolle.

## Storia
Il Var era la vecchia frontiera culturale e amministrativa tra la Gallia e l'Italia fino all'annessione alla Francia, con la Savoia, in cambio del nullaosta ai plebisciti per l'annessione dell'Emilia e della Toscana, nel 1860.
Il suo bacino, corrispondente grosso modo al territorio dell'antica Contea di Nizza, è stato per lunghi secoli nell'orbita politica sabauda (Ducato di Savoia prima e Regno di Sardegna poi) fino al 1860, quando per effetto del Trattato di Torino passò quasi interamente in territorio francese.
Rimasero invece ai Savoia, poi dal 1861 nel Regno d'Italia, le alte valli della Vesubia e della Tinea fino alla loro cessione alla Francia per mezzo del Trattato di pace di Parigi (1947).
Ai tempi dei Savoia il ponte Carlo Alberto era un noto punto di confine fra il Regno di Sardegna (Contea di Nizza) e la Francia (dipartimento del Var).

## Affluenti
- Cianino - affluente di sinistra
- Colompo - affluente di destra
- Esterone - affluente di destra
- Tinea - affluente di sinistra
- Vesubia - affluente di sinistra